# Os bru als Pirineus

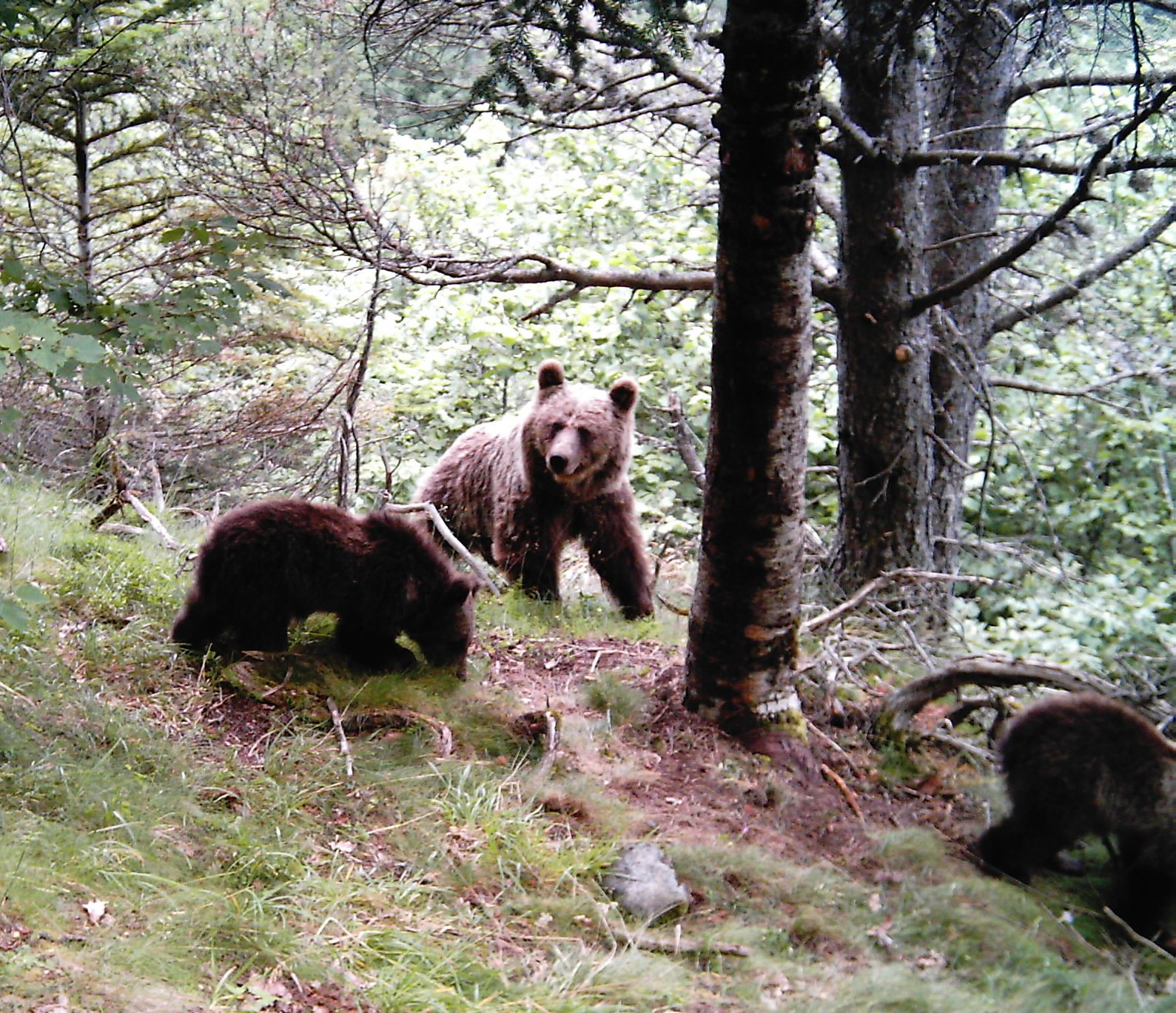
Una ossa amb dos cadells al Parc Natural de l'Alt Pirineu, fotografiats l'any 2010

L'os bru als Pirineus, de tradició mil·lenària, ha estat perseguit els darrers segles fins a la seva pràctica desaparició a la segona meitat del segle xx, raó per la qual l'any 1993 la Unió Europea, França i Espanya, incloses les diputacions de Navarra, Aragó i la Generalitat de Catalunya, ratificarien una sèrie d'acords per tal d'impulsar el primer projecte LIFE, dirigit a la salvaguarda dels tres animals més compromesos dels Pirineus, entre ells l'os bru.
Antigament, tenia una forta presència als Pirineus i a la resta de Catalunya; en aquest sentit, Enrique Bayerri explica a Historia de Tortosa y su comarca (1935) que l'espècie havia habitat els Ports de Beseit segles enrere. Però amb el pas del temps la població anà minvant davant la voluntat d'una societat hostil i d'una gestió equívoca i despreocupada per l'administració.
L'any 2014 el departament de Territori i Sostenibilitat de la Generalitat de Catalunya inicià, conjuntament amb el Consell General d'Aran, la Fundación Oso Pardo i la Universitat de Lleida, el projecte PirosLife (2014-18), inherent al programa LIFE de la Unió Europea, amb l'objectiu de contribuir en la conservació de l'espècie per així consolidar el seu futur als Pirineus Catalans. Els objectius essencials del projecte són: conèixer i consolidar genèticament la població; dissenyar una xarxa d'espais de connectivitat per l'os bru i millorar-los; provar que el risc d'atacs «zero» a la ramaderia i a l'apicultura és possible; generar un clima d'acceptació i coexistència i incrementar i millorar els espais de coordinació internacional en relació al plantígrad.
L'any 2014, s'identificaren més de 30 espècimens d'os bru als Pirineus. Actualment, la població d'ossos als Pirineus es considera arrelada, car superà els 45 espècimens el 2015, els 52 el 2019, els 76 el 2022 i els 96 el 2024.

## Ossos autòctons
Els ossos autòctons dels Pirineus foren els darrers ossos bruns descendents directes del llinatge ursí pirenaic. La diversitat genètica de l'os bru euroasiàtic (Ursus arctos arctos) s'agrupa entorn de dos grans clades, l'oriental (Rússia, Carpats i Escandinàvia) i l'occidental (resta d'Europa). Aquest darrer, alhora es subdivideix en dos sub-clades més. En un hi trobem la soca pirenenca, més properament emparentada amb les dels ossos del Cantàbric i del sud d'Escandinàvia. L'altre sub-clade el formen els ossos dels Balcans, els Alps i els Apenins. De fet, la península Ibèrica i els Balcans foren els dos refugis a Europa on pervisqueren els ossos durant el darrer període glacial, expandint-se posteriorment per tot el vell continent.
Al llarg del segle xx, alguns caçadors i ramaders locals dels Pirineus varen practicar la caça i l'enverinament com a resposta a les escomeses dels plantígrads, que sovint posaven en perill la pròpia subsistència d'unitats domèstiques al atacar bestiar i arnes. Així mateix, els orsallers de l'Arieja, al segle xix, extreien ossalls de la muntanya per a ensinistrar-los i exhibir-los en fires i festes de poble en poble. Mentre, els caçadors de ciutat visitaven el Pirineu per participar en batudes del senglar i practicar la caça de grans trofeus fins que aquesta va ser prohibida al darrer terç del segle. Aquests són els principals factors que van contribuir a empenyer la població autòctona fins a la seva gairebé extinció local.
A la primera meitat dels anys noranta, els ossos havien pràcticament desaparegut del Pirineu Central. Segurament, restaren encara alguns individus dispersos, que deixaren algun rastre al Port de la Bonaigua, al bosc de Bonabé i al pic de la coma del Forn (Pallars Sobirà), bé com a la serra de Madres (Arieja), Però aquests ossos no foren identificats ni sembla que aconseguiren reproduir-se. Ja als Pirineus occidentals la situació es perllongà un temps més, esdevenint una minsa població relicta d'uns pocs mascles sense femelles reproductives a la primera dècada del segle xxi. Aquests ossos habitaven entre l'àrea de la Vall de Roncal (Navarra) i Urdatx (Bearn) a Occitània fins a la vertical formada pel Parc Nacional d'Ordesa i la població francesa de Tarbes. Els últims exemplars coneguts foren:
- Cannelle L'última femella reproductiva autòctona dels Pirineus, morta per un caçador el 2004
- Camille L'últim os autòcton dels Pirineus, en Camille, va desaparèixer l'any 2010.[12]
- Canelito Nascut a l'hivern 2003/2004, fill de Cannelle i de Nere (un os nascut al 1997 a la Vall d'Aran però engendrat a Eslovènia). Canelito és l'únic os actual descendent de l'estirp pirinenca, però al 50%.[1]

Els ossos que hi habiten actualment són de procedència eslovena (Balcans), i han permès la supervivència de l'especie a la zona i una lenta però constant recuperació de les poblacions.

## Reintroducció

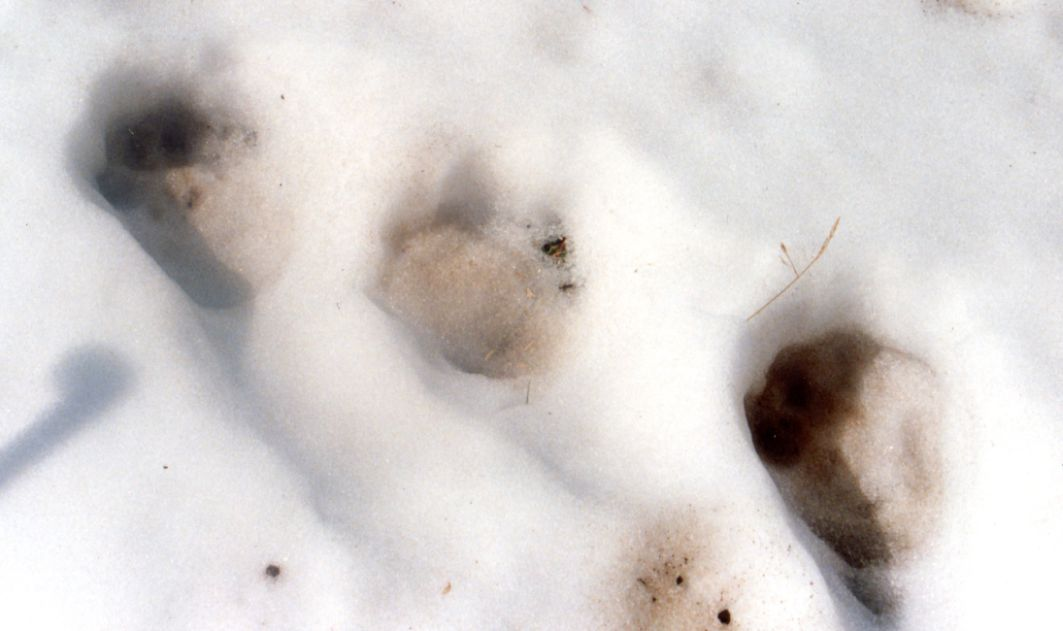
Petjades d'un os bru a la neu. Pirineu de Lleida.

A mitjans de la dècada del 1990 l'os bru va estar a punt de extingir-se dels Pirineus. Només va quedar un reducte de població a la zona atlàntica, entre França, Navarra i l'Aragó. L'extinció hauria representat, entre d'altres aspectes, la pèrdua d'una peça bàsica en l'ecosistema.
El reforçament de la població de l'os bru als Pirineus es va iniciar l'any 1996 amb una subvenció del programa Life de la Unió Europea de conservació i protecció d'espècies. Tot i les protestes aquell any es van alliberar a Melles dos exemplars: les osses Živa i Melba, i el 1997, un mascle, en Pyros, tots procedents d'Eslovènia.
L'origen va ser seleccionat atenent estudis que demostren que els ossos balcànics, del sud d'Escandinàvia, i els del sud i sud-oest d'Europa pertanyen a una única línia genètica, que s'explica pel fet que es va produir un refugi durant l'última glaciació al sud d'Europa.
El Programa de conservació de vertebrats amenaçats dels Pirineus, presentat conjuntament per Catalunya, Aragó, Navarra i França, va ser aprovat l'any 1993 per la Comissió Europea, que incloïa a més el trencalòs i la cabra salvatge i s'havia de dur a terme entre el 1994 i el 1997. El programa implicava la reintroducció d'ossos a Catalunya i a França i el seguiment de les poblacions relictuals a Aragó i Navarra. La inversió prevista era de 1.100 milions de pessetes, finançada el 75% per la UE. El principal objectiu va ser realitzar una experiència pilot. Es van alliberar tres ossos als Pirineus centrals per avaluar la seva adaptació al medi i testar els mètodes de translocació.
Els exemplars reintroduïts es van adaptar i van tenir cadells a la zona. L'Estat francès, després de signar un protocol internacional de col·laboració amb Andorra i Espanya, va alliberar cinc nous ossos l'any 2006. Van ser quatre femelles, de les quals només dues encara viuen –Hvala i Sarousse– i un sol mascle, Balou, que va morir per l'impacte d'un llamp el 2014.
L'evolució demogràfica, des dels primers progenitors, ha estat positiva als Pirineus centrals (Val d'Aran, Pallars Sobirà, Pallars Jussà, Alta Ribagorça, Alt Urgell i Cerdanya) s'han obtingut primeres i segones generacions, tot completant el cicle biològic, i no han aparegut problemes d'adaptació. La variabilitat genètica és baixa, però no extraordinàriament baixa per al nombre de fundadors. l'os Pyros, que ja s'apropa a la senectut, s'ha reproduït en 16 ocasions entre 1997 i 2016 amb sis femelles diferents, i ha tingut 28 fills coneguts. Pràcticament tots els mascles en edat reproductora són parents directes seus. Les últimes dades confirmen que l'únic no emparentat amb ell, Balou, va tenir un sol fill pòstum, l'any 2015, amb la femella Plume. En canvi, les femelles reproductores representen a tres estirps diferents, procedents de les fundadores Živa, Mellba i Hvala.
Una de les principals accions que contempla el programa LIFE+ Piroslife és la introducció d'un nou mascle d' os bru que substitueixi Pyros. El juny de 2016, al Parc Natural de l'Alt Pirineu, es va alliberar un nou os bru (Ursus arctos) procedent de la Reserva de Caça de Jelen, a Eslovènia. L'exemplar és un mascle d'entre nou i deu anys, un pes aproximat de 205 quilos i que va ser batejat com a Goiat. Aquest mot, en la variant pallaresa, significa noi jove o fadrí. El motiu de la translocació d'aquest plantígrad és la necessitat d'un mascle reproductor entre la població pirinenca de l'espècie que trenqui la dominància reproductora de l'os Pyros i que aporti més variabilitat genètica.

### Resistències a la reintroducció
Les resistències de la població han estat molt fortes pel paper important que tenia el caràcter mític de l'os i la por atàvica que la seva presència despertava. La Generalitat de Catalunya pretenia fer de l'os una marca de qualitat turística, però l'any 1994, amb la notícia del pla d'alliberament, els municipis de les valls d'Àneu es van oposar a la presència de l'os.
La campanya opositora va aconseguir que el 1995 es retardés l'alliberament previst i el març de l'any següent es decidia no fer la reintroducció a Catalunya, tot i això el departament d'Agricultura, Ramaderia i Pesca (DARP) de la Generalitat de Catalunya i el Ministeri de Medi Ambient de França van firmar un conveni de col·laboració per garantir la coordinació del seguiment i control dels ossos alliberats a França, per la possibilitat que passessin la frontera.
L'abril de 1996 els ramaders i caçadors del Pallars Sobirà i la Vall d'Aran es van manifestar contra l'alliberament dels ossos que s'havia de dur a terme a França.
PyrosLife, una iniciativa que s'emmarca  dins del programa LIFE+ de la Comissió Europea per consolidar la població d'os bru al Pirineu, compta amb un pressupost de 2,5 milions d'euros, dels quals un 75% provenen de fons europeus. El 40% d'aquests 2,5 milions estan dissenyats per afavorir la convivència amb ramaders i apicultors, dos dels sectors més contraris a la reintroducció de l'os.
El 2019 Cachou era considerat pels equips de seguiment com un mascle sub-adult. A la tardor d'aquell any se li atribuïren diversos i reiterats a atacs a bestiar equí a la Vall d'Aran que generaren alarma pública. El malestar entre els ramaders provocà que els polítics es reunissin a Madrid per a estudiar la revisió del Protocol d'Intervenció amb ossos i permetre la possible extracció del medi d'exemplars problemàtics. A l'octubre, els tècncis del Conselh Generau d'Aran assajaren l'ús d'aversius químics en carronyes de cavalls per tal de forçar un canvi d'hàbits alimentaris de Cachou. Aquesta estratègia sembla que sortí efecte. Però el 9 d'abril, poc temps després que hagués despertat de la hibernació, Cachou aparegué mort al fons d'un barranc, al terme de Les Una autopsia preliminar encomanada pel Conselh a la UAB apuntava a una possible baralla amb un altre os, però les entitats ecologistes ho qüestionaren al haver-hi indicis d'enverinament en el cadàver. Finalment el jutjat de Vielha va decretar el secret de sumari (el primer que s'obria per la mort d'un os a l'estat). El 18 de novembre un agent de medi ambient de la Vall d'Aran, que formava part de la patrulla de l'os des de feia pocs mesos, fou detingut en el curs de les investigacions judicials. El dia següent, se'l deixà en llibertat amb càrrecs, acusat d'un crim contra la fauna, rebel·lació de secrets i prevaricació. La investigació va concloure que Cachou hauria estat enverinat amb un anticongelant (etilenglicol). Un cop aixecat parcialment el secret de sumari, s'ha sabut que a través d'un grup de WhatsApp anomenat Plataforma Anti-os, amb més d'un centenar de membres, s'hauria ordit el pla per acabar amb la vida de Cachou. Sis persones estarien sent investigades. En algunes de les comunicacions intervingudes per ordre judicial, s'han constatat el contacte del líder dels investigats amb persones a França igualment interessades en la mort de més plantígrads.

## L'adoració de l'os als Pirineus
Les primeres representacions simbòliques que plasmen la imatge de l'os com un primer Déu, s'han trobat a les coves dels Pirineus Orientals. Els historiadors exposen la possibilitat que l'os fos considerat com un primer déu, i l'ossa com a deessa mare, la qual cosa encadenaria amb els ritus de l'Edat Antiga que entreteixien els déus, els ossos i els homes.
La major troballa de restes d'adoració de l'os a França s'ha fet a la cova de Regourdou, al Perigord. En aquest lloc proper a Lascaux, l'any 1965 es van descobrir ossos de neandertals de 80000 aC, associats amb ossos d'os sota la mateixa llosa. Aquesta cova va ser estudiada pels arqueòlegs com «un veritable santuari per resoldre el problema del culte de l'os». Segons una tesi defensada per Christian Bernadac, aquest animal podria haver estat «el primer déu adorat pels homes». El descobridor del lloc, Roger Constant, ha estat un fervent defensor d'aquesta tesi, a més d'un dels artífex de la reintroducció d'ossos vius prop del lloc del descobriment. Més tard, el 2010, hi han hagut nous descobriments que han questionat aquestes teories, i atribuint aquesta barreja a fenòmens tafonòmics. Recentment però, Eugene bonifay, geòleg i arqueòleg, ha tornat a defensar la tesi d'un culte a l'os a Regordou.
A la Cova de Chauvet a l'Ardecha, tambe s'han trobat cranis d'os probablement disposats de forma intencionada. També del Paleolític, la cova de Montespan a l'Alta Garona, descoberta l'any 1923 per Norbert Casteret, va trobar relleus d'argila en forma d'home representant cavalls i una estàtua d'argila que representava un os sense cap.

## Balls de l'os als Pirineus

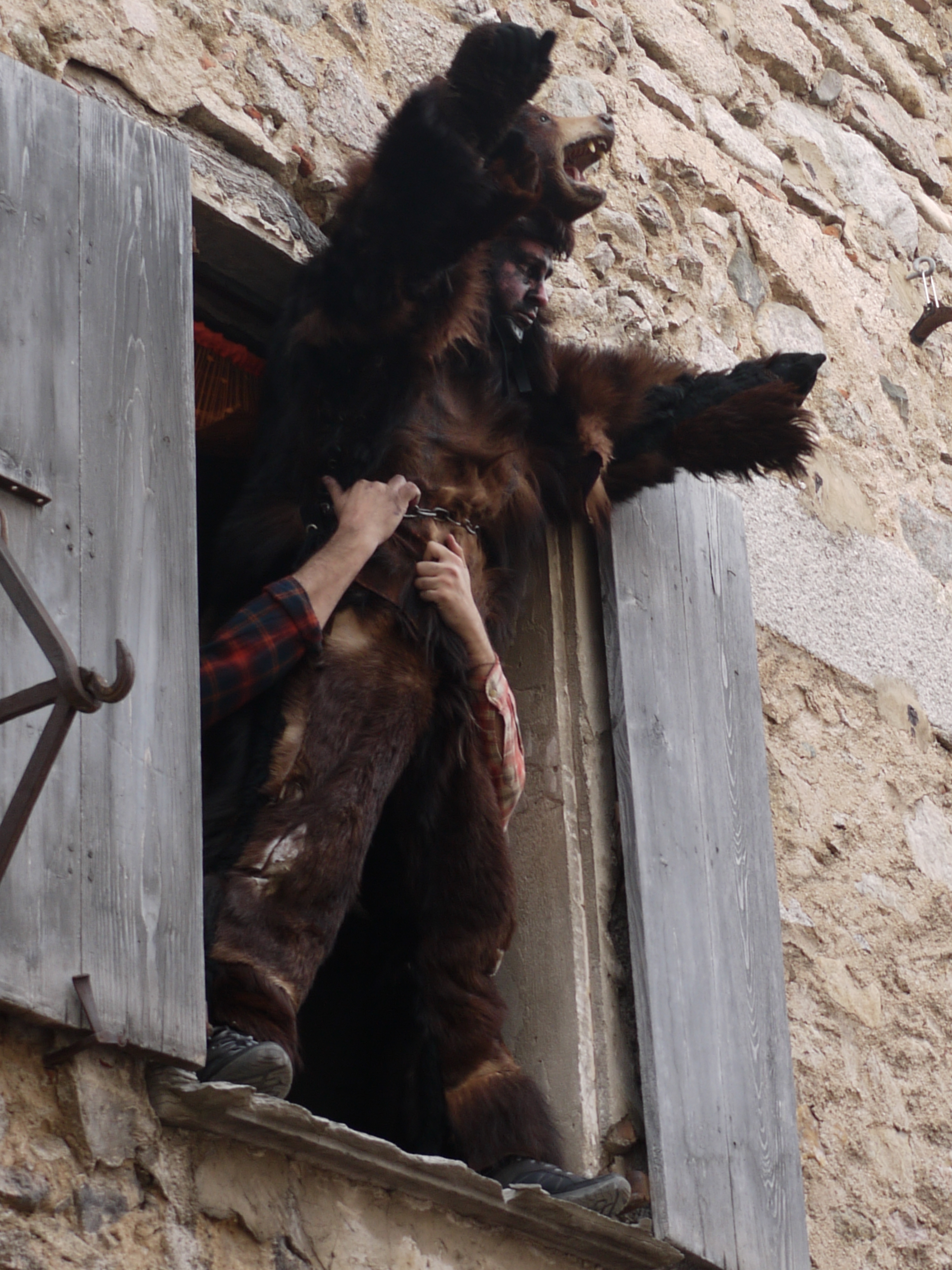
Festa de l'os a Sant Llorenç de Cerdans.

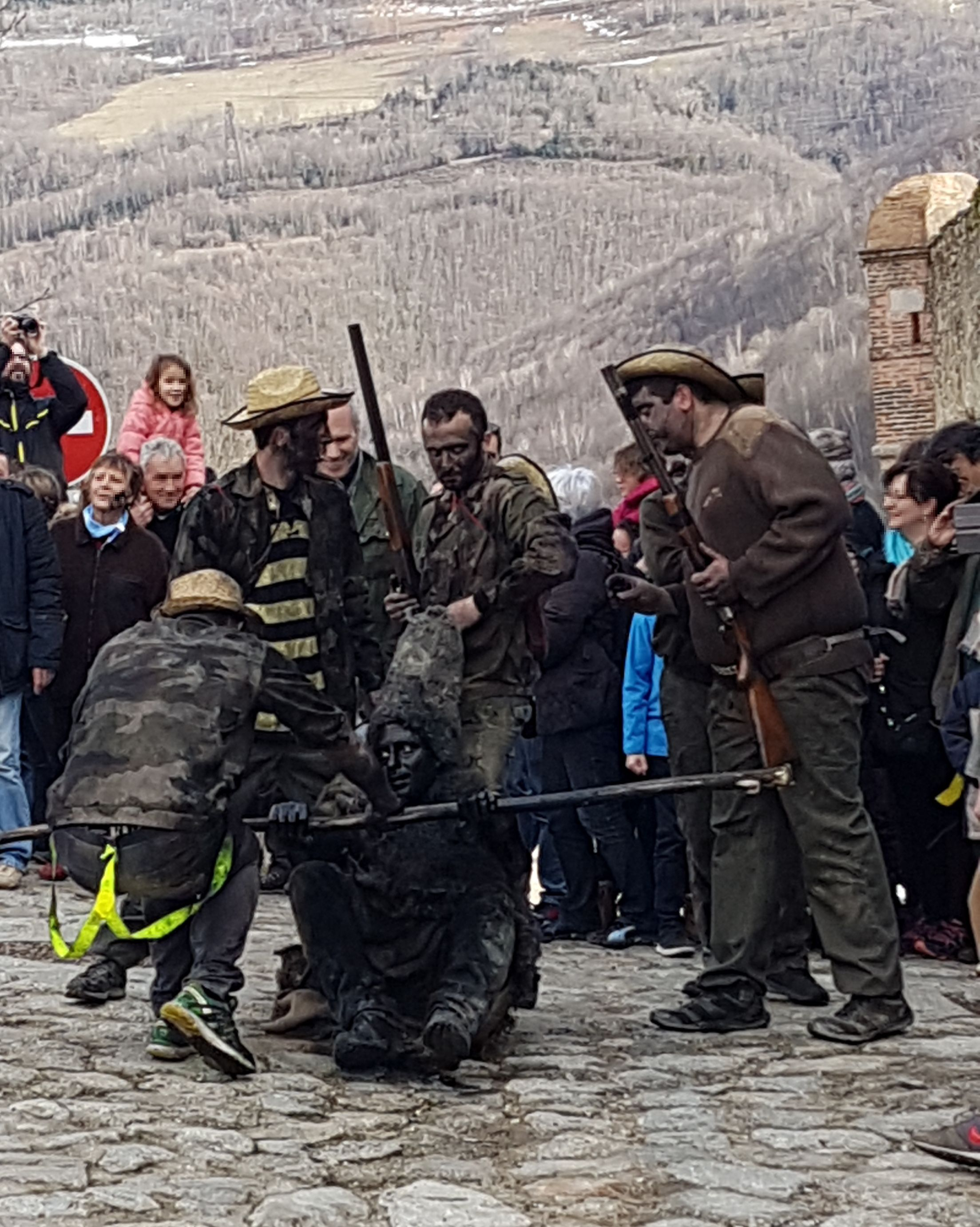
os i caçadors a la Festa de l'os a Prats-de-Molló i la Presta el 2018.

Hi ha festivals d'os anuals que tenen lloc en diverses ciutats i comunitats en l'àrea dels Pirineus. Existeixen sis balls de l'os més representatius dels Pirineus, documentats sobre el terreny per Eloi Ysàs. Les festes en les quals es representen aquests balls es poden trobar: tres a la Catalunya del Nord -les Festes de l'os del Vallespir, a les viles de Prats de Molló, Arles i Sant Llorenç de Cerdans-, dos als Pirineus Centrals -el Ball de l'ossa d'Encamp i el Carnaval de Bielsa- i una als Pirineus Occidentals -els Carnavals d'Ituren i Zubieta.
A Prats de Molló, se celebra la festa de l'os o ball de l'os que es porta a terme a durant la candelera el 2 de febrer. Es tracta d'un ritual en què els homes van vestits d'ossos que brandeixen pals que fan por a les persones pels carrers. Anteriorment, el festival se centrava en els "ossos" atacant les dones, i intentant ennegrir els seus pits (amb sutge), la qual cosa era un escàndol per als observadors que ho venien per primera vegada des de fora. Però segons el testimoniatge d'algú que recordava els vells temps anteriors, el festival que a Prats de Molló incloïa una elaborada posada en escena, igual que la versió d'Arles.
La versió d'Arles "Fête de l'ours d'Arles-sur-Tech" incloïa un personatge femení anomenat Rosetta (Roseta) que era segrestat pet l'os. Rosetta era tradicionalment interpretada per un home o un nen vestit de nena. l'os portaria la Rosetta a una cabana aixecada a la plaça de centre de la ciutat (on la víctima s'alimentava amb salsitxes, pastís, i vi blanc). L'esdeveniment acabaria amb l'os afaitat i matat.
A la festa de l'os de Sant Llorenç de Cerdans, fins al 1972, la bestiassa segrestava una noia i se l'enduia al bosc. Posteriorment el guió es canvià i quan l'os atrapa la noia, un estol de joves entra en escena, li surt a l'encalç i un que fa de cap dels caçadors, el Menaire, atrapa l'animal i tots el porten encadenat al poble. El menaire mostra el seu trofeu i rep de les cases regals tot recitant la Pèrdica (Prèdica), una composició en català de 48 versos.

## Els orsalhèrs dels Pirineus occitans

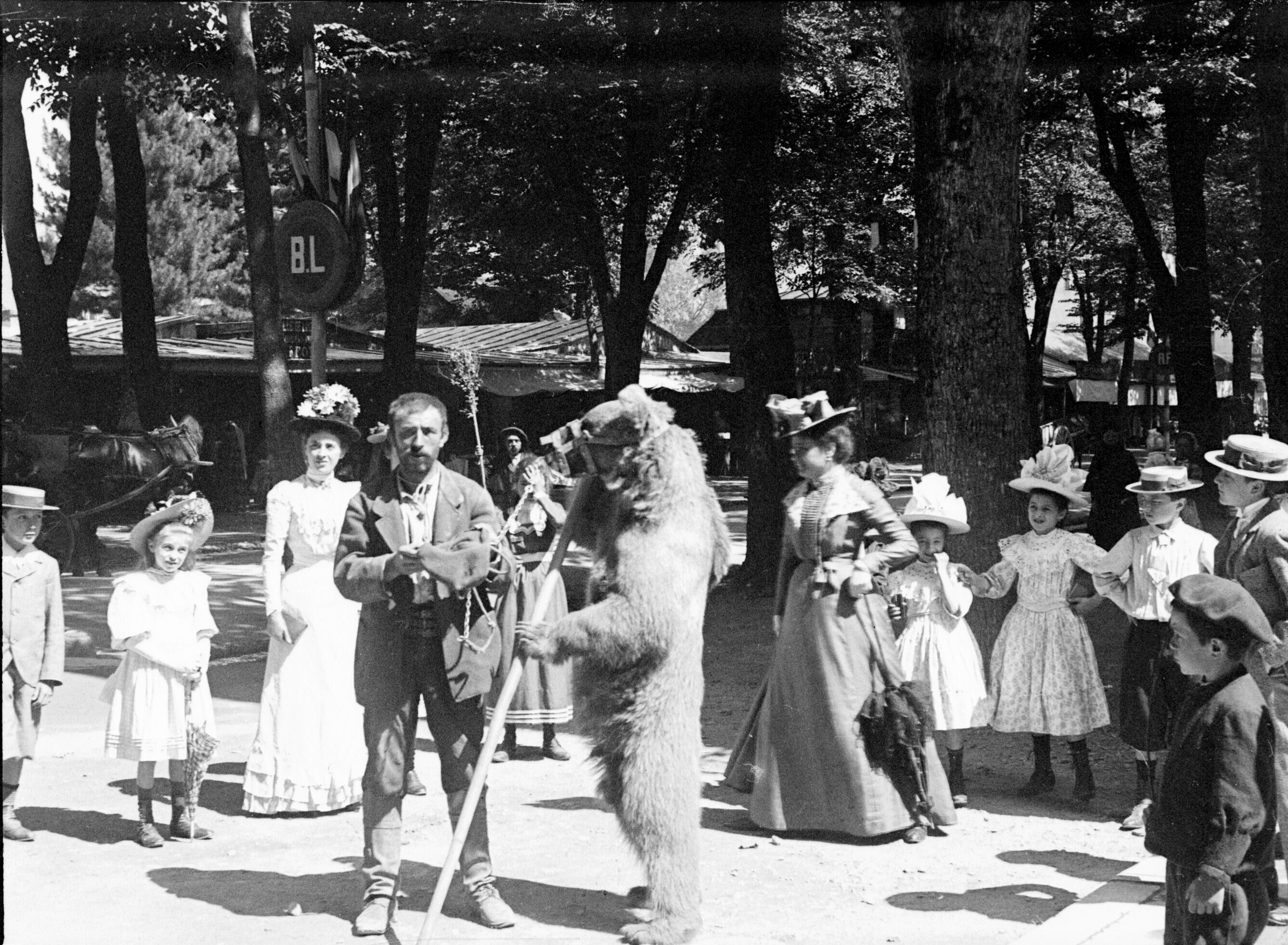
Un orsaller a Luishon (fotografiat per Eugèni Trutat)

Va ser a partir del segle xix que l'ofici d'orsalhèr (mot occità, també orsalhièr) es va desenvolupar als Pirineus occitans, més que més a les valls d'Alet (a Uston) i de Garbet (Èrce, Aulús i Ost). En terres occitanes es podien trobar dues menes d'orsallers: els llenguadocians, que venien de pobles pirinencs i es reconeixien pel seu bonet; i els gitanos, que es reconeixien gràcies al seu barret de vores amples. A Èrce hi hagué una escola d'ossos que, cap al 1890, comptava, aparentment, amb una cinquantena d'orsallers més o menys prestigiosos, com ara els germans Ajàs, Joan Barat, Alexis Cau i el més famós de tots, Baptista Faur Crostet, anomenat Tatai (que tocava el cornetí per fer venir els espectadors). La carrera d'aquest últim va ser internacional, primer per Europa, i després pel Canadà i els Estats Units, on va morir el seu os, que va ser dissecat i exposat al Museu de Nova York.
A finals del segle xix, la demanda d'ossos va ser molt important i va contribuir granment a la minva de les poblacions autòctones dels Pirineus. A Marsella va créixer un mercat de venda d'ossos provinents dels Balcans. L'ofici va desaparèixer a Occitània després de la Primera Guerra Mundial. Cap a finals del segle xx, es va decidir reintegrar l'animal als Pirineus amb espècies vingudes de l'est.